# Churiya-Muriya-Inseln

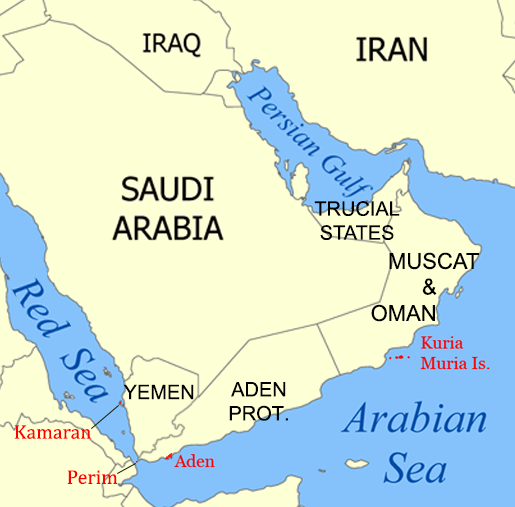
Kuria Muria Is. als Teil der damaligen Kolonie Aden

Die Churiya-Muriya-Inseln (arabisch جزر خوريا موريا, DMG Ǧuzur Ḫūriyā Mūriyā) sind eine Gruppe von fünf Inseln im Arabischen Meer. Der Archipel liegt in der gleichnamigen Meeresbucht ca. 40 km vor der Südostküste des Oman und erstreckt sich in west-östlicher Ausdehnung über ca. 73 km. Die ungefähr 72,3 km² große Inselgruppe ist omanisches Staatsgebiet und gehört zur Wilaya Schalim und Hallaniyyat-Inseln im Gouvernement Dhofar.

## Geschichte
Im Altertum wurden die Inselgruppe Inseln von Zenobios (lateinisch  Zenobii Insulae bzw. griechisch Ζηνοβίου νησία, Zenobiou nesia) oder Doliche (griechisch: Δολίχη) genannt. Sie lagen in der Bucht von Churiya-Muriya (lateinisch: Sinus Sachalites; griechisch: Σαχαλίτης κόλπος, Sachalites kolpos) und markierten die Grenze zwischen dem Parther-Reich und dem alt-südarabischen Hadramaut–Königreich, wobei die innere Seite der Bucht die Grenze des Parther-Reiches darstellte.
Ptolemäus bezeichnet sie als sieben kleine Inseln (die beiden Felsen vor al-Qibliyya wurden wahrscheinlich mitgezählt), die in der Sinus Sachalites in Richtung Indien am Eingang des „Persischen Golfs“ liegen.
Die Kargheit der natürlichen Umgebung zwang die Inselbewohner sich überwiegend von Meeresfrüchten zu ernähren. Im 12. Jahrhundert berichtet al-Idrisi, dass die Inseln zum Einflussbereich von asch-Schiḥr gehörten. Im Winter waren die Einwohner sehr arm und nur während der Segelsaison schafften sie es, einigermaßen auskömmlich zu leben. Ihre Seereisen führten sie in den Oman, nach Aden und in den Jemen. Die Haupthandelsgüter waren Schildpatt und gelegentlich Bernstein. Al-Idrisi nennt die Churiya-Muriya-Bucht in seinen Berichten Ǧawn al-Ḥašīš (Bucht der Kräuter). Die Inselgruppe ihrerseits wurde von den arabischen Stämmen der Schiḥr und Mukallā aus dem Hadramaut und dem jemenitischen Ḥudaida-Stamm besucht, um die reichen Guanovorkommen der Inseln al-Hasikiyya und al-Qibliyya auszubeuten. Die Hinterlassenschaft der unzähligen Seevögel diente als Düngemittel, insbesondere für den Tabakanbau.
Die Churiya-Muriya-Inseln drangen erst wieder in der Neuzeit in das Bewusstsein der Europäer, als sie von Afonso de Albuquerque auf seinem Weg nach Indien im Jahr 1503 wiederentdeckt wurden. Die Portugiesen gaben den Inseln auch den heute noch in Europa gebräuchlichen Namen. Obwohl die ursprüngliche Bedeutung des Namens im Dunkeln liegt, handelt es sich bei „Curia Muria“ um die portugiesische Version des „Churian Murian“ der mittelalterlichen arabischen Geographie.
Die Inseln wurden aber auch von weiteren portugiesischen Historikern erwähnt: Almeida schildert in einer wenig bekannten Beschreibung die Reise von zwei Jesuiten zu den Inseln. Im Januar 1589 sollen sich Antonio De Montserrat und der weitaus bekanntere Pedro Páez sechs oder sieben Tage auf den Inseln aufgehalten haben. Nach seinen Aussagen liegen die Inseln 10 Meilen vom Festland entfernt. Die Jesuiten ging auf einer der Inseln, die sie „Suadie“ (wahrscheinlich as-Sauda') nannten und die in der Nähe einer Insel namens „Hazquie“ (wahrscheinlich al-Hasikiyya) lag, an Land. Die Missionare beschreiben beide Inseln als sehr klein und die Einwohner als sehr arm. Die Bewohner sollen ihre Häuser mit an Land gespültem Seegras gedeckt haben und ausschließlich vom Fischfang gelebt haben. Da sie kein Holz zum Kochen hätten, trockneten sie die Fische zuerst in der Sonne und äßen ihn dann roh. Die See scheine viel Bernstein an Land zu spülen, da sie ihn den Patres in großen Mengen für wenig Geld angeboten hätten.
Im Jahr 1818 überfielen Qawasim vom Emirat Ra’s al-Chaima die Inseln, in der Absicht, sie als Stützpunkt für Überfälle auf Handelsschiffe zu nutzen (= Piraterie). Alle Einwohner wurden vertrieben, und die Inseln blieben für einige Jahre unbewohnt. Einige Zeit vor bzw. wahrscheinlich einige Zeit nach dem Überfall fielen die Inseln in den Besitz der Ibn Chalfān, einer Untergruppe des Māḥrā-Stammes, die in der Umgebung von Mirbat siedelten. Von diesem Clan leitet sich der südarabische Name für die Inseln, „Dschazāʾir bin Chalfān“, ab.
Mitte des 19. Jahrhunderts wurden die Inseln Teil des Sultanats von Masqat. Französische Plantagenbesitzer von der Insel Réunion kamen von Zeit zu Zeit, um unerlaubterweise Guano zu laden.
Es war dieser wertvolle Naturdünger, der die britische Regierung 1854 dazu veranlasste, Sultan Said ibn Sultan zu drängen, die Inseln dem Britischen Empire zu überlassen. Die Abtretungserklärung wurde am 14. Juli 1854 unterzeichnet. Zwischen 1855 und 1860 fuhren bis zu 50 Schiffe gleichzeitig den Archipel an und bauten insgesamt ungefähr 200.000 Tonnen Guano von al-Hasikiyya und al-Qibliyya ab. Im Jahr 1861 wurde auf al-Hallaniyya eine Kommunikationsstation für ein Seekabel der „Red Sea and Karachi Telegraph Company“ aufgebaut. Die Idee, die Insel als Zwischenstation zu nutzen, wurde allerdings bereits 1862 wieder fallengelassen, da das Seekabel nie richtig funktionierte. 1868 wurden die Inseln der damaligen Kronkolonie Aden zugeschlagen und unterstanden dem dortigen Gouverneur. Später wurde die Kronkolonie in ein britisches Protektorat umgewandelt. Im Dezember 1883 unternahm Colonel S. B. Miles auf der H.M.S. Dragon eine Forschungsreise entlang der südlichen Küste der Arabischen Halbinsel. Als eine der letzten Stationen besuchte er al-Hallaniyya. Ab 1953 übernahm der britische Hochkommissar von Aden die Verwaltung der Inseln. Nach der Ausrufung der Jemenitische Arabische Republik übernahm 1963 der britische „Chief Political Resident of the Persian Gulf“ in Bahrain die Kontrolle.
Am 30. November 1967 wurden die Inseln unter Protesten der im Entstehen begriffenen Demokratische Volksrepublik Jemen an das Sultanat Oman zurückgegeben, das zu diesem Zeitpunkt (bis 1971) selbst noch ein britisches Protektorat war. In der jüngeren Vergangenheit gab es wegen dieser Herauslösung aus dem vormaligen jemenitischen Staatsverband wiederholt Spannungen zwischen den beiden Staaten, da die Inseln die Ausschließliche Wirtschaftszone des Oman erweitern. Im Gebiet der Inseln werden weitere Öl- und Gasvorkommen vermutet. Erst 1995 konnten diese Meinungsverschiedenheiten im Rahmen eines Grenzabkommens beigelegt werden.

## Geographie
Von West nach Ost heißen die Inseln al-Hasikiyya (جزيرة الحاسكية, DMG Ǧazīrat al-Ḥāsikiyya), as-Sauda' (الجزيرة السوداء, DMG al-Ǧazīra as-sawdāʾ), al-Hallaniyya (جزيرة الحلانية, DMG Ǧazīrat al-Ḥallāniyya), Dscharzaʿut (جزيرة جرزعوت, DMG Ǧazīrat Ǧarzaʿūt) und al-Qibliyya (الجزيرة القبلية, DMG al-Ǧazīra al-qibliyya).
| Insel                 | arabisch        | DMG                   | Fläche km² | Höhe m | Koordinaten                   |
| --------------------- | --------------- | --------------------- | ---------- | ------ | ----------------------------- |
| al-Hasikiyya          | جزيرة الحاسكية  | Ǧazīrat al-Ḥāsikiyya  | 2          | 155    | 17° 28′ 28″ N, 055° 36′ 05″ O |
| as-Sauda'             | الجزيرة السوداء | al-Ǧazīra as-sawdāʾ   | 11         | 399    | 17° 29′ 28″ N, 055° 51′ 18″ O |
| al-Hallaniyya         | جزيرة الحلانية  | Ǧazīrat al-Ḥallāniyya | 56         | 501    | 17° 30′ 52″ N, 056° 01′ 29″ O |
| Dscharzaʿut           | جرزعوت          | Ǧazīrat Ǧarzaʿūt      | 0,3        | 70     | 17° 37′ 01″ N, 056° 08′ 24″ O |
| al-Qibliyya           | الجزيرة القبلية | al-Ǧazīra al-qibliyya | 3          | 168    | 17° 30′ 00″ N, 056° 20′ 15″ O |
| Churiya-Muriya-Inseln | جزر خوريا موريا | Ǧuzur Ḫūriyā Mūriyā   | 73         | 501    | 17° 30′ N, 056° 00′ O         |

- Karte mit allen Koordinaten:
- OSM |
- WikiMap

Die Inseln stellen die Gipfel eines ozeanischen Bergrückens dar und bestehen überwiegend aus Granit und Muschelkalk. Die Inseln ragen schroff bis ca. 500 m über das Meer hinaus, wenngleich es auch flachere Bereiche gibt. Die blanken Felsinseln sind nur spärlich mit Sträuchern bewachsen. Die Inseln al-Qibliyya und al-Hasikiyya sind leicht mit Guano bedeckt, das jedoch nicht abbauwürdig ist. Die Inseln werden von Touristen wegen ihrer abgelegenen und unzugänglichen Lage (vor allem während des Charifs) nur sehr selten besucht.
Die Inselgruppe ist ein wichtiger Brutplatz für Seevögel, insbesondere für einige Seglerarten von den südlichen Ozeanen. Ausgesetzte, hier nicht heimische Haustiere (insbesondere verwilderte Ziegen (auf al-Hallaniyya) und Katzen (auf al-Hallaniyya und as-Sauda') sowie Ratten (Wanderratten (Rattus norvegicus) auf al-Hasikiyya und die Hausratte (Rattus rattus) auf al-Hallaniyya)) stellen eine mittlere Bedrohung dar, wogegen von staatlicher Seite aktuell nichts unternommen wird.

## Die einzelnen Inseln
Die folgenden Ausführungen basieren auf den Beschreibungen von Wiliam Rupert Hay und den Sailing Directions (Red Sea and The Persian Gulf) der National Imagery and Mapping Agency (NIMA).

### al-Hasikiyya
Die westlichste Insel der Gruppe liegt 34 km nordöstlich von Ras Naws und dem Festlandsdorf Hasik entfernt. Sie besteht aus rötlichem Granit und ist vollkommen vegetationslos. Auf ihr wurde früher Guano abgebaut und sie ist heute noch leicht mit Vogelkot bedeckt. Zwei konische Gipfel am südlichen Ende erheben sich bis auf 155 Meter. An der Ostseite sind zwei kleine Buchten. Sie wird in der Brutsaison von Vogelschwärmen, vornehmlich von Tölpeln, bevölkert. Es leben keine Menschen auf ihr.

### as-Sauda'
As-Sauda' ist die zweitgrößte Insel und liegt rund 21 km östlich von al-Hasikiyya. Zur Volkszählung am 12. Dezember 2010 wurden 190 Einwohner gezählt, während in der vorhergehenden Volkszählung am 7. Dezember 2003 noch keine Einwohner dokumentiert wurden. Damit ist sie neben al-Hallaniyya eine der beiden bewohnten Inseln der Gruppe. Vom 399 Meter hohen Gipfel nahe der Inselmitte fällt sie unregelmäßig zur Küste ab. Die Insel besteht ebenfalls aus Granit und ist – mit der Ausnahme von etwas Gras und Moos in der Nähe des Gipfels – kahl. Es gibt zahlreiche kleine riffgeschützte Buchten. Auf ihr findet sich auch Brackwasser. Anfang des 19. Jahrhunderts war diese Insel bewohnt; sie war danach jedoch lange Zeit (mindestens seit 1841 und mindestens bis zur Volkszählung am 7. Dezember 2003) verlassen, da die Einwohner nach Hallaniyya abgewandert sind. Zum Zeitpunkt der Volkszählung am 12. Dezember 2010 wurden jedoch wieder 190 Einwohner nachgewiesen.

### al-Hallaniyya
Die Insel al-Hallaniyya ist neben as-Sauda' eine der beiden bewohnten Inseln und die bei weitem größte Insel der Gruppe. Die zentral gelegene Hauptinsel liegt acht Kilometer östlich von as-Sauda' entfernt. Die Insel ist zerklüftet und kahl, mit Ausnahme einiger Tamarisken und etwas Gras im Osten. Auf der Insel leben wilde Ziegen. An der Küste sind gelegentlich Seeschildkröten zu beobachten. Der Zentralbereich der Insel weist steile Granitfelsen auf, die eine Höhe von 495 Metern erreichen. Am nordöstlichen Ende der Insel, dem Kap Ra’s al-Hallaniyya, stürzt dann eine über drei Kilometer lange Muschelkalkklippe vom mit 501 Metern höchsten Punkt der Insel fast vertikal ins Meer ab. Der östlichste Punkt ist Ra’s Sayyir, der westlichste Arichi Frahunt.
Al-Hallaniyya kann mit dem Boot oder dem Flugzeug erreicht werden. Im flacheren westlichen Teil der Insel befindet sich die einzige Siedlung, mit einer Bevölkerung von rund 100 bis 150 Bewohnern. In der Nähe befindet sich eine Landepiste. Von dort steigt das Gebirge steil nach Osten hin an. Die Einwohner verfügen über Boote und besuchen – soweit es das Wetter zulässt – die anderen Inseln, um Vögel zu fangen und Vogeleier zu sammeln. Daneben leben sie überwiegend vom Fischfang. Während des Charif von Mitte Mai bis Mitte September treibt vom Grunde des Ozeans kaltes, nährstoffreiches Wasser an die Oberfläche, und das Wasser ist dann reich an Fischen. Die See ist jedoch während dieser Zeit rau und eine steife Brise füllt die Luft an der Küste mit Gischt. In dieser Jahreszeit ist es auch häufig neblig. Die Bevölkerungsanzahl blieb über die Jahrhunderte nahezu konstant. Sie betrug
- 23 Einwohner im Jahr 1841[21]
- 36 im Jahr 1883
- 50 im Jahr 1936
- 70 im Jahr 1947
- 78 im Jahr 1967[22]
- 53 im Jahr 1976
- 212 zur Volkszählung am 7. Dezember 2003
- 198 zur Volkszählung am 12. Dezember 2010

Die Insel weist archäologische Stätten aus vorislamischer Zeit auf, speziell die Siedlung im Anzaur-Tal (arabisch وادي انظور, DMG Wādī Anẓawr) und die Faghari-Höhle (arabisch مغارة فغارة, DMG Maġarat Faġāra).

### Dscharzaʿut
Dscharzaʿut liegt rund 10 km östlich von Ra’s al-Hallaniyya, ist felsig, trocken und hat einen 70 Meter hohen Doppelgipfel. Die Basis der Insel besteht aus vier roten Granitfelsen.

### al-Qibliyya
Al-Qibliyya, die östlichste Insel, liegt 21 km östlich von al-Hallaniyya. Diese felsige, kahle Insel wird von mehreren Kalkfelsen überragt. Eine kleine sandige Bucht befindet sich an der Nordwestseite der Insel. Der höchste Gipfel erhebt sich 168 Meter. Sie ist trocken und wird nur von Seevögeln bewohnt, obwohl die Entdeckung einiger Gräber bezeugt, dass sie früher einmal besiedelt war. In der Nähe ragen zwei Felsen aus dem Meer:
- Four-Peaked Rock, eine separate kleine Felseninsel, liegt 830 Meter NNW des nordwestlichen Endes der Insel. Er hat einen Basisdurchmesser von 140 Metern und eine Fläche von 1,5 ha.
- Well Rock, ein kleiner Felsen, der gerade über die Wasseroberfläche reicht, liegt 800 Meter SSW des südwestlichen Endes von al-Qibliyya. Er hat einen Basisdurchmesser von 85 Metern und eine Fläche von 0,6 ha.

## Bevölkerung

### Sprache
Sir Rupert Hay berichtete 1947, dass die Insulaner Šhauri (engl. Shahari) sprächen. Diese Sprache wird hauptsächlich von den höhlenbewohnenden Stämmen der Qamr- und Qara-Berge gesprochen. Interessanterweise nennen die Insulaner ihre Sprache Schihri. Asch-Schihr ist heute eine arabischsprachige Stadt weit weg im südlichen Jemen. Allerdings wurden die Inseln zu Zeiten al-Idrisis vom Sultan von Schihr regiert, und noch zu Zeiten von Pedro Páez, der zum Gefangenen des Sultans wurde, beherrschte dieses Herrschergeschlecht die Inseln. Volksweisheiten bringen die alte Stadt "Zufar" mit dem modernen Mirbat in Verbindung. Al-Idrisi berichtete, dass die Insulaner die alte Sprache des 'Ad-Volkes sprächen und von den Arabern nicht verstanden würden. Der heutige Name der Sprache Shauri leitet sich vom Schahara-Stamm ab, der für sich beansprucht, von Schaddad, Sohn von 'Ad, abzustammen.